# Orlan
Pour les articles homonymes, voir Porte et Orlan (homonymie).
Mireille Porte, dite Orlan (/ɔʁ.lɑ̃/), pseudonyme qu'elle écrit « ORLAN » en lettres capitales, est une plasticienne transmédia et féministe française, née le 30 mai 1947 à Saint-Étienne,,. Elle vit et travaille entre Paris, New York et Los Angeles.
Elle pratique la peinture, la sculpture, la photographie et la vidéo, et réalise des installations et des performances. Elle utilise également les médias numériques, la robotique, l'intelligence artificielle et les biotechnologies.

## Biographie
Née en 1947, Mireille Suzanne Francette Porte, dite Orlan, est une artiste s'exprimant à travers différents supports : peinture, sculpture, installations, performance, photographie, images numériques, intelligence artificielle, robotique, réalité augmentée, biotechnologies et holographie. En tant que performeuse, c'est une des artistes françaises de l'art corporel. Son œuvre se situe dans divers contextes provocateurs, légitimée par son engagement personnel.
Dès les années 1960 et 1970, Orlan interroge le statut du corps et les pressions politiques, religieuses, sociales, traditionnelles qui s'y inscrivent. Son travail dénonce la violence faite aux corps et en particulier aux corps des femmes, et s'engage ainsi dans un combat féministe. Elle fait de son corps l'instrument privilégié où se joue notre propre rapport à l'altérité. Ce travail d'Orlan sur le corps se fait notamment par le biais de la photographie. En 1976, par exemple, elle parcourt les rues parée d'une robe sur laquelle est représenté son corps nu. Dans la même période, au Portugal, elle propose sur un marché des photos collées sur bois et détourées correspondants à des morceaux d'elle-même : un bras, un bout de poitrine, etc.. En 1977, lors de la Foire internationale d'art contemporain (FIAC), au Grand Palais à Paris, elle est vêtue de son torse représentant là encore une photo d'elle, nue, des épaules au bas du bassin, et propose, aux visiteurs, pour une somme modique à glisser dans une fente prévue à cet effet, un Baiser de l'artiste,.
En 1978, elle crée le Symposium international de la  Performance, à Lyon, qu'elle anime jusqu'en 1982. Son manifeste de « l'art charnel » (Carnal Art Manifesto) est suivi d'une série d'opérations chirurgicales réalisées entre 1990 et 1993. La série comporte neuf opérations et chaque opération est une performance filmée. Orlan, sous anesthésie locale, lit des textes littéraires ou philosophiques dans une mise en scène préparée. L'opération en elle-même consiste à reproduire sur son corps des morceaux de visage de différentes oeuvres artistiques, comme le front de Mona Lisa ou le menton de la Vénus de Botticelli. L'objectif d'Orlan est de dénoncer l'absurdité des normes de beauté imposées aux femmes. Avec cette série, le corps de l'artiste devient un lieu de débat public. Ces opérations chirurgicales - performances ont été largement médiatisées et ont provoqué une vive polémique, bien qu'elles ne représentent qu'une infime partie de son œuvre intégrale.
Orlan explore également l'utilisation des nouvelles technologies dans le domaine des arts.
En 1982, avec Frédéric Develay, elle crée le premier magazine en ligne d'art contemporain, Art-Accès-Revue, sur minitel. Cette revue convie des artistes internationaux travaillant in situ et/ou avec des problématiques conceptuelles à créer des œuvres originales spécialement conçues sur Minitel, par le Minitel et pour le Minitel. De nombreuses œuvres jouent avec le style graphique Vidéotex ou imitent de manière ironique les services Minitel (Bernard Venet, Vera Molnar, Ben, François Morellet, Daniel Buren…). Les œuvres sont accompagnées d'essais critiques. Le service donne également régulièrement la parole au public. Une présentation publique de cette banque de données a eu lieu au Centre Georges Pompidou dans le cadre de l'exposition Les immatériaux de Jean-François Lyotard. Le service Art-Accès a été distribué gratuitement par le serveur de la Ville de Metz : MIRABEL.
Dans son travail de la fin des années 1990 et du début des années 2000, les Self-Hybridations, l'artiste, par le biais de la photographie numérique et des logiciels de retouches infographiques, hybride des visages de cultures différentes (amérindiens, pré-colombiens, africains).
Orlan tente ensuite d'élargir encore les frontières de l'art contemporain en utilisant les biotechnologies pour créer une installation intitulée Manteau d'Arlequin, faite à partir de cellules de l'artiste et de cellules d'origines humaine et animale.
Parallèlement, Orlan enseigne à l'École nationale supérieure d'arts de Cergy-Pontoise. En 2005, elle obtient une résidence d'un an à l'ISCP, à New York, par l'Association française d'action artistique (AFAA), et en 2006, elle est invitée à Los Angeles en résidence au Getty Research Institute, laboratoire de recherche du Getty Center.
En juin 2013, elle porte plainte contre Lady Gaga pour plagiat. Pour Orlan, la star américaine, dans l'album Born This Way sorti en 2011, s’inspire trop librement de ses « hybridations ». De plus, le début du clip de la chanson homonyme montre Lady Gaga fardée et décapitée et rappelle sa Femme avec tête exécutée en 1996. L'artiste demande un dédommagement de 31,7 millions de dollars. L'audience de plaidoirie avait été fixée au 7 juillet 2016 au tribunal de grande instance de Paris. Un premier verdict est annoncé en la défaveur d'Orlan qui doit alors verser 20 000 euros à la chanteuse mais l'artiste décide de faire appel,,,. En mai 2018, la cour d'appel de Paris déboute Orlan en confirmant l'absence de caractère parasitaire du clip vidéo incriminé. Orlan est condamnée à verser 10 000 euros, au titre des frais exposés, à Lady Gaga.
Elle reçoit le grand prix de l'e-Réputation 2013, organisé par Alexia Guggémos, catégorie « arts plastiques », qui récompense les personnalités les plus populaires sur internet, aux côtés de Philippe Starck et de Yann Arthus-Bertrand
Depuis le 18 octobre 2018, Orlan est représentée en France par la galerie Ceysson & Bénétière à Paris.
En 2019, elle est membre du jury du Opline Prize, le premier prix d'art contemporain en ligne.
Pendant le confinement lié à la pandémie de Covid-19, elle écrit son autobiographie, Strip-Tease tout sur ma vie tout sur mon art, publiée par Gallimard dans la collection « Témoins de l'art ».
Le 29 novembre 2020, elle est décorée de l' Ordre national de la Légion d'honneur au rang de Chevalière au titre du ministère de la Culture alors dirigé par Roselyne Bachelot.

## Œuvres

### Œuvres récentes
- ORLAN et l'ORLANoïde strip-tease artistique électronique et verbal, 2018, Exposition Artistes et robots, Grand Palais, Paris, France : un humanoïde à l'image d'Orlan (mais mettant à nu son armature mécanique) chante ou parle en utilisant sa voix, danse, en utilisant des informations récoltées collectivement et en lien avec des algorithmes de deep learning[21],[22].
- Tangible Striptease en Nanoséquences , 2016, Centre des Arts, Enghien-les-Bains et Université Paris Diderot, Paris, France : Orlan en collaboration avec Mael Le Mée créent une performance dans laquelle l’ORLAN-corps, sous forme d'échantillons biologiques et de cultures de son microbiote circule entre les spectateurs[23].
- Expérimentale mise en jeu, 2015 : jeu vidéo dans lequel le spectateur, au moyen de bracelets MYOS, contrôle un avatar de l’artiste. Le but du personnage est de restaurer des œuvres qui ont été détruites ; à chaque progression dans la restauration, le personnage central construit son humanité et finalement le paysage en ruine se reconstruit. Ce jeu est basé sur l’idée que « tuer n’est pas jouer »[24].
- Self-hybridations Masques de l’Opéra de Pékin, Facing Design et réalité augmentée, 2014 : série de self-hybridations la plus récente de l’artiste dans laquelle elle hybride son visage avec des masques typiques de l’Opéra de Pékin. Cette série photographique interactive fait intervenir la réalité augmentée. Le spectateur, en scannant l’œuvre comme un code QR, voit apparaître sur son écran un avatar d’Orlan réalisant des acrobaties de l’Opéra de Pékin ; il peut alors se photographier ou photographier d’autres spectateurs avec l'avatar et partager ses clichés en ligne[25].
- La liberté en écorchée, 2013 : cette vidéo 3D.
- Robes sans corps, Sculptures de plis, 2010 : sculptures de drapés sans corps, en résine doré à la feuille ou en platinium.
- Robots en objets recyclés et animaux en voie de disparition , 2021
- Le Slow de l'artiste, 2021

### Œuvres emblématiques
Parmi les œuvres les plus emblématiques de sa carrière, on peut citer :
- Orlan accouche d'elle-m'aime, 1964 : sur cette photographie en noir et blanc, Orlan donne naissance à un personnage tel un corps inerte et androgyne, ni homme ni femme. Cette œuvre constitue symboliquement la volonté de l'artiste de se donner naissance, de s'inventer une nouvelle identité. Cette série fait partie des Corps-sculptures. Elle est créée quelques mois après un avortement de l'artiste[26].
- MesuRages (1974-2011) : l'appellation choisie pour cette série d'actions insiste sur le mot « Rage », puisque l'artiste refuse de jouer le rôle qu'on veut lui imposer. À l'aide de l'« Orlan-corps », nouvelle unité de mesure, l'artiste mesurera la place Saint-Pierre de Rome, la rue Chateaubriand, à Nice, le Centre Georges Pompidou, à Paris, le musée Saint-Pierre, à Lyon, le musée Andy Warhol à Pittsburgh, le Musée d'art contemporain d'Anvers ou encore le musée Guggenheim de New York. Sur la place Saint-Lambert à Liège, le « MesuRage » d'Orlan prend un caractère politique, puisque l'artiste est invitée par une association qui milite pour la défense de cette place menacée par une opération d'urbanisme.
- Le Baiser de l'artiste, Performance de 1977 au Grand Palais où se déroulait la Foire internationale d'art contemporain : assise derrière une photographie grandeur nature de son buste nu traité comme un guichet automatique bancaire, Orlan interpelle le public : « Approchez, approchez, venez sur mon piédestal, celui des mythes : la mère, la pute, l'artiste. » Sur une estrade noire, elle monnaye ses baisers tandis qu'à sa droite une autre silhouette photographique collée sur bois la montre en Vierge à qui l'on peut, pour le même prix, offrir un cierge. Cette action a fait grand scandale et a été très médiatisée. Cette œuvre a été exposée en 2008 dans le cadre de l'exposition WACK! Art and the Feminist Revolution au National Museum of Women in the Arts de Washington, D.C., à la Vancouver Art Gallery, au MOCA Gefen de Los Angeles et au P.S. 1 Contemporary Art Center de New York.
- Le Drapé-le Baroque (1979-1986) : cette série de photographies constitue une iconographie complexe et assez suggestive sur le plan spirituel, avec des personnages inspirés de l'iconographie chrétienne tels que sainte Orlan, la vierge blanche et la vierge noire. Ce travail s'inscrit dans la continuité de la quête d'Orlan de l'identité féminine, de sa critique des pressions religieuses et de sa mise en scène du baroque.
- L’Origine de la guerre, en 1989, fait pendant au célèbre tableau de Gustave Courbet, L'Origine du monde : un phallus, des jambes écartées avec tête, bras et jambes coupées reprenant et « travestissant » l'iconographie féminine de Courbet, illustre le titre en un geste qui ne se départ pas du féminisme[27].
- La Réincarnation de sainte Orlan, commencée en 1990, ou Images / Nouvelles Images, comprend une série de neuf opérations / performances de chirurgie esthétique, durant lesquelles Orlan fait de sa chair le matériau de son travail et prend pour base les représentations de la femme dans l'art occidental. Chaque opération / performance d'Orlan, soigneusement programmée et exécutée, est mise en scène et contrôlée par l'artiste. Par le biais de ces interventions, elle « a mis de la figure sur son visage ». Elle choisit la littéralité de la performance pour parler de la violence faite au corps, en particulier au corps des femmes et mettre en question les modèles de beauté car Orlan s'est fait placer de chaque côté du front des implants habituellement mis pour rehausser les pommettes, ce qui crée deux bosses sur les tempes.
- Omniprésence (novembre 1993) : Orlan rencontre à New York le docteur Marjorie Cramer, une chirurgienne qui accepte les objectifs artistiques et féministes de son projet : la transformation radicale de son visage par des implants au niveau des tempes. L'objectif est de détourner la chirurgie esthétique de ses objectifs usuels et de remettre en cause les normes de beauté. Cette opération / performance est diffusée en direct dans son exposition à la galerie Sandra Gering, à New York, au Centre Georges Pompidou, à Paris, au Centre Mac Luhan, à Toronto, ou encore au Centre multimédia de Banff et sur CNN.
- Ceci est mon corps…Ceci est mon logiciel… est une performance-conférence le 30 mai 1990 accompagnée d'un livre et d'un CD-ROM. Elle y développe le Manifeste de l'art charnel.
- Le plan du film (2001) : à l'instar de Jean-Luc Godard, qui parlait de la production d'un « film à l'envers », Orlan part de la création d'affiches de cinéma pour ensuite définir le casting, le script, une soirée promotionnelle à la Fondation Cartier pour l'art contemporain, une bande-son par le groupe Tanger, la bande-annonce du film, le producteur. Elle expose l'ensemble de ce travail au Festival de Cannes en 2002 à l'Hôtel Martinez.
- Self-hybridations (1998-2002) : images numériques mettant en scène l'artiste dans des métamorphoses physiques (virtuelles cette fois-ci) interrogeant des canons de beauté d'autres civilisations (amérindienne, pré-colombienne et africaine). À l'aide de procédés informatiques, Orlan transforme son image de façon à se rapprocher des traditions culturelles pré-colombiennes (comme la déformation du crâne des Mayas), africaines, égyptiennes, amérindiennes et mérovingiennes. Ce travail est dans la continuité de ses œuvres précédentes où elle dénonçait les pressions sociales que notre société inflige au corps et à l'apparence. Ici elle met en scène l'absurdité de ces critères, qui s'opposent selon l'époque ou la civilisation dans laquelle on vit. L'image du corps idéal devient complètement abstraite et ironique.
- Le Manteau d'Arlequin : il s'agit d'une installation mêlant art et biotechnologies, créée avec des cellules vivantes d'Orlan, des cellules d'origines différentes et même des cellules d'animaux. Cette œuvre s'inspire du texte de Michel Serres, Laïcité, placé en guise de préface à son ouvrage Le Tiers Instruit. Michel Serres utilise la figure de l'Arlequin comme métaphore du croisement, de l'acceptation de l'autre, de la conjonction, de l'intersection. Le Manteau d'Arlequin développe et continue d'explorer l'idée de croisement en utilisant le médium plus charnel qu'est la peau. Il questionne également la relation entre la biotechnologie et la culture artistique. Cette installation a été présentée à Perth, Liverpool, Luxembourg.
- Son œuvre ultime consistera à placer son corps momifié dans un musée[28] mais il semble que l'artiste n'ait pas encore trouvé de collection publique pour exhiber cette œuvre.

Les œuvres d'Orlan font partie des collections de divers musées dont le musée national d'Art moderne (Paris), la Maison européenne de la photographie (Paris), le Fonds national d'art contemporain (Paris), le musée d'Art du comté de Los Angeles (Los Angeles), le Getty Center (Los Angeles), le musée national d'Art (Osaka), le Museum of Modern Art (New-York), ainsi que de diverses collections privées dont notamment la collection François Pinault.

## Galeries et collections

### Galeries
Orlan est représentée par différentes galeries à l'international :
- la galerie Ceysson & Bénétière, Paris, New-York, Luxembourg, Saint-Étienne, Genève[29]

## Expositions
- FRAC des Pays de la Loire, Éléments favoris, rétrospective, commissaire : Jean-François Taddei, Carquefou, Nantes, France[30].

- 2017 : Maison européenne de la photographie, Orlan en capitales[31]
- 2021 : Striptease historique, Galerie Ceysson & Bénétière, Paris[32]
- 2024 : Hibridaciones, Terreno Baldío Arte, México[33]
  - Todos somos chaac, Museo de Arte Popular, México, 3 février 2024 - 31 mars 2024[34]
  - The Verbund collection, Vienna celebrate its 20th anniversary, Albertina Museum, Autriche, 29 février 2024 - 5 mai 2024[35]
  - Lacan l’exposition, Quand l’art rencontre la psychanalyse, Pompidou-Metz, France, 31 décembre 2023 - 27 mai 2024[36]
  - Omniprésence II, Centre Georges Pompidou, Paris, France[36]
  - ORLAN hybrides A.I, G.MAP, Exposition spéciale Biennale d'Art Contemporain de Gwangju, Corée du Sud, 5 septembre 2024 - 5 décembre 2024[37]
  - Je t’autorise à être moi, je m’autorise à être toi, Maison Française NYU, NYC, USA, 17 septembre 2024 - 18 octobre 2024[38]

### Expositions rétrospectives
- 1980 : ICC ; Rétrospective-MesuRage de rue et d’institution ; commissaire : Flor Bex ; Anvers, Belgique
- 2002 : FRAC Pays de la Loire, commissaire : Jean-François Taddéi, Carquefou, France
- 2002 : Centro de la Fotografia (Salamanque, Espagne) ; Museo Artrium (Vitoria-Gasteiz, Espagne) commissaires : Olga Guinot et Juan Guardiola
- 2004 : Centre national de la photographie,ORLAN 1964–2004. Méthodes de l’artiste, commissaires : Régis Durand et Claire Guézengar, Paris, France.
- 2004 : CCC Tours, commissaire : Alain Julien-Laferrière; Tours, France
- 2004 : Maison de la Photographie de Moscou, ORLAN, 2003–2004 ; commissaire : Olga Svlibova, rétrospective en partenariat avec la PhotoBiennale ; Moscou, Russie
- 2007 : Le Récit, Musée d'art moderne de Saint-Étienne, à l'occasion des 60 ans de l'artiste, commissaire : Lóránd Hegyi, Saint-Étienne, France.
- 2008 : Tallinn Art Hall ; commissaire : Eugenio Viola, Tallin, Estonie
- 2010 : Cinématheque de Miami ; Video Retrospective: ORLAN fait son cinéma ; commissaires : Dana Keith et Norbert Duffort ; Miami, États-Unis
- 2012 : Musée de Antioquia, ORLAN / Arte Carnal y cuerpo en questión, commissaire : Ricardo Arcos-Palma, Antioquia, Colombie
- 2016 : FRAC Basse-Normandie et Église Saint-Sauveur, ORLAN AUJOURD’HUI, commissaire : Sylvie Froux, Caen, France.
- 2016 : Sungkok Art Museum, ORLAN-Techno-Body Retrospective 1966-2016[40], commissaire : Sukyoun Lee, Séoul, Corée du Sud
- 2017 : Musée d’art contemporain de Rome, MACRO, ORLAN Rétrospective[41] ; commissaire : Alessandra Mammi, Rome, Italie
- 2017 : Maison européenne de la photographie, ORLAN EN CAPITALES[42] ; commissaire : Jérôme Neutres, Paris, France
- 2018 : Musée d'Angoulême, Orlan
- 2023 : SESC Avenida Paulista, Tornar-se[43], commissaires : Alain Quemin et Ana Paula C. Simioni, São Paulo, Brésil

## Publications
- Pomme-cul et petites fleurs[44] (recueil de poèmes ; photographies de Fabrice Lévêque), Jannink, collection « L'Art en écrit », 2007.
- Unions mixtes, mariages libres et noces barbares[45], avec Raphaël Enthoven et Raoul Vaneigem ; Dilecta, collection « Collectionneur », 2010.
- Ceci est mon corps… ceci est mon logiciel[46] ; préface de Maria Bonnafous-Boucher, Ed Al Dante Aka; Collection Cahiers du Midi - Collection de l’Académie royale des beaux-arts de Bruxelles, Bruxelles, 2011.

## Distinctions

### Prix
- 1967 : premier prix de la Bourse du Travail de Saint-Etienne, France[47].
- 1993 : prix Mona Lisa et le prix Lavoisier, France[47].
- 1989 et 1992 : deux bourses du FIACRE pour ses recherches en résidence à Madras (ancienne Chennal), Inde[47].
- 1999 : premier prix du festival de Moscou de la Photographie[48].
- 1999 : premier prix de GriffelKunst à Hambourg[48].
- 1999 : prix Arcimboldo[49].
- 2004 : premier prix du Festival de la Photographie de Moscou, Russie[47].
- 2006 : Orlan est invitée en résidence au laboratoire de recherche du Getty Research Institute à Los Angeles en qualité de chercheuse.
- 2007 : médaille d'or de la Ville de Saint-Étienne, sa ville natale[50].
- 2013 : grand prix de l'e-Réputation 2013, catégorie arts plastiques[51].
- 2017 : grand prix international de l'excellence féminine[52].
- 2018 : prix des 100 héroïnes par The Royal Photographic de Monte-Carlo[47].
- 2019 : prix spécial de la Femme de l'année par le Prince de Monte-Carlo[47].
- 2021 : prix François Morellet[53].

### Décorations
- 2003 :  Chevalier de l'ordre des Arts et des Lettres, par le ministre de la Culture Jean-Jacques Aillagon[50].
- 2010 :  Chevalier de l'ordre national du Mérite[50].
- 2020 :  Chevalier de la Légion d'honneur[6].